# Опожаряване на Скопие
Опожаряването на Скопие е умишлен пожар, унищожил почти напълно град Скопие през 1689 година. След пожара градът запада.

## История
Пожарът е предизвикан на 25 октомври 1689 година от генерал Йохан Норберт Пиколомини, командващ хабсбургски войски, проникнали дълбоко в територията на Османската империя по време на Голямата турска война. Войските, командвани от генерал Пиколомини, влизат победоносно в Скопие на 25 октомври 1689 година и там успяват да си набавят хранителни продукти, но откриват, че в града върлува чума.
Убеден, че не може да задържи и отбранява Скопие, Пиколомини решава да се оттегли на север. Той заповядва опожаряване на града, за да не позволи завземането му при евентуална контраофанзива от турската армия и превръщането му в опорна точка на вражеските му сили.